# صاروج

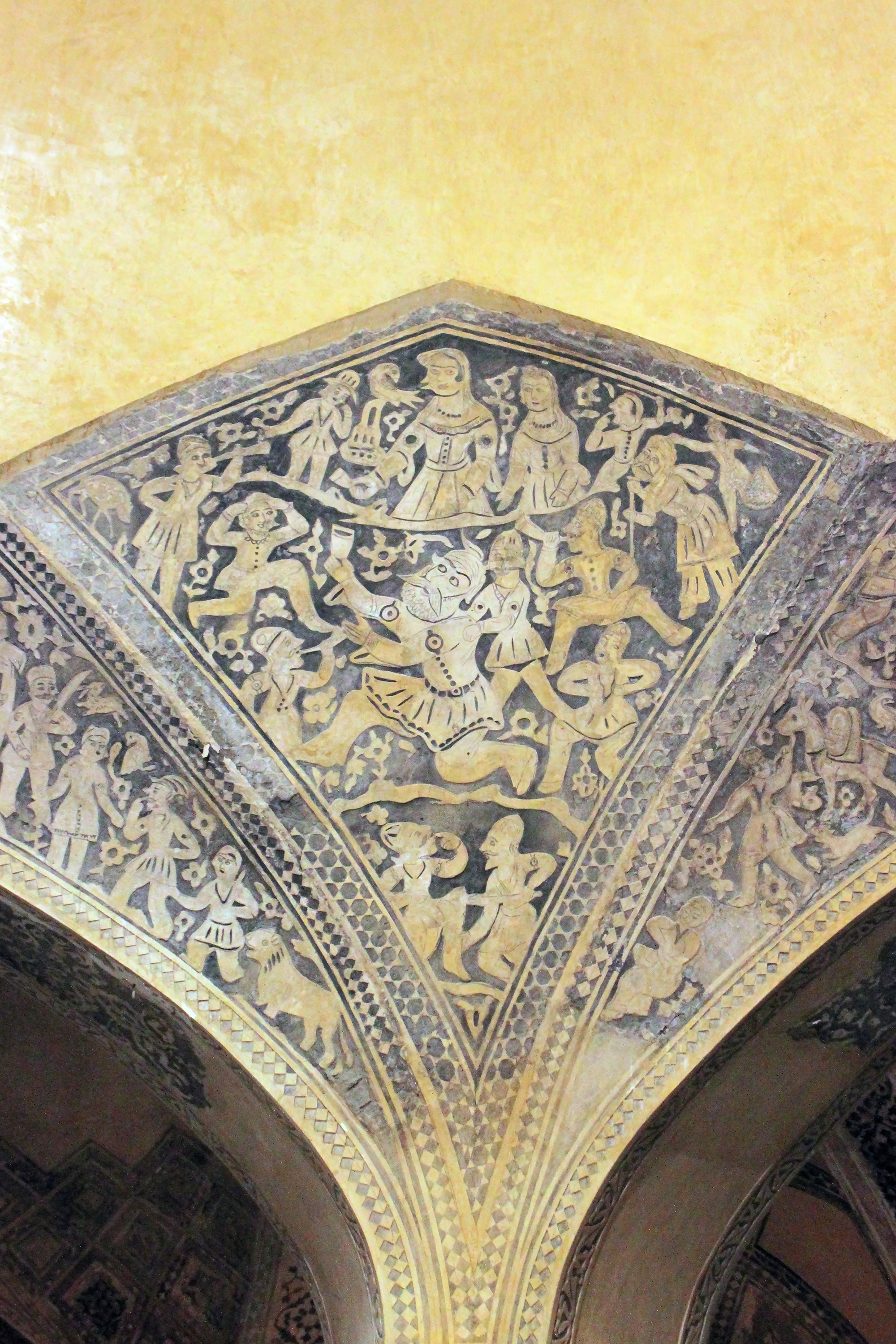

 صاروج  أو (مادة الصاروج) ، يعتبر «الصاروج» أو «الصروج» كما يطلق عليه من المواد الرئيسة التي تستخدم في عملية ترميم القلاع والأفلاج والحصون والمساجد الاثرية والأبراج التاريخية القديمة.

## التأثيل
أصله (بالفارسية: سارو) وهو النُّورة أي حجر الكلس يخلط بالزرنيخ.

## الصاروج في سلطنة عمان
في سلطنة عمان ، «الصاروج العماني» وهو نوعية من الطين المحروق عند درجة حرارة معينة ويُحضر على النحو التالي:
- تجميع التربة وتنقية الشوائب منها من مناطق معينة مثال على ذلك تربة ولاية نخل ذات اللون المائل إلى الاحمرار وبالأخص بالقرب من المناطق الجبلية وان تكون خاليه من الأملاح .[1][2]

## عملية تصنيع مادة الصاروج
- تخريس التربة مدة أسبوعين على الأقل بالماء وان يكون الماء خالي من الشوائب وصالح للشرب.[3]
- عمل تلك التربة على شكل أقراص دائرية قطرها يتراوح مابيــــــن ( 20-30) سم وتركها مدة أسبوع تجف في الشمس .[6]

## المهبة
كما هو معلوم بان مكان تصنيع الصاروج يعرف بالمهبة حيث يبلغ طولها وعرضها (10×10)م وتصف جذوع النخيل الجافة بارتفاع 120سم بشرط ان تكون جذوع النخيل خالية من الحشرات.
بعد ذلك تصف الأقراص فوق بعضها على المهبة بارتفاع 120سم ويوضع بين اقراص الطين كمية من حجارة الوادي للتقوية لان حجارة الوادي بعد الحرق تكون على شكل نورة (Lime).

## عملية حرق المهبة
بعد ذلك تجري عملية حرق المهبة ويستمر الحرق مدة (أسبوعين) أيام ويكون بذلك الصاروج جاهز لنقلة إلى مواقع الترميم والعمل به بأن درجه حرارة الحرق في حدود 900 درجة مئوية.